# Ari Þorgilsson
Œuvres principales
Íslendingabók
Ari Þorgilsson, né vers 1067/1068 et mort en 1148, surnommé Ari (inn) fróði (« Ari le Savant »), est un prêtre catholique, chef et historien islandais. Il est notamment connu pour être l'auteur de l'Íslendingabók, et un important collaborateur du Landnámabók, les deux principales sources historiques sur le début de l'histoire de l'Islande. Premier auteur islandais à avoir laissé une œuvre en langue vernaculaire, il est à ce titre considéré comme le père de la littérature islandaise.

## Biographie
Ari est apparenté à nombre de personnes influentes dans l'histoire de l'Islande et l'Íslendingabók se clôt sur une généalogie des Ynglingar et des gens du Breiðafjörður dans laquelle il se rattache à la lignée des Ynglingar, rois de Norvège et rois légendaires de Suède, issus du mythique ancêtre Yngvi.
Il naît vers 1067-1068.
Son père, Þorgils, se noie dans son jeune âge dans le Breiðafjörðr, et Ari est alors élevé par son grand-père Gellir. Ce dernier meurt en revenant d'un pèlerinage à Rome et un an plus tard, à l'âge de sept ans, Ari s'installe à Haukadalr, chez Hallr Teitsson (peut-être parce que la femme de Hallr, Jórunn, était cousine au deuxième degré de sa mère). Il est élevé par Teitr Ísleifsson, « homme d'un savoir exceptionnel» et fils d'Ísleifr Gizurarson, premier évêque d'Islande. Ari reste quatorze ans à Haukadalr .
De sa vie d'adulte, peu d'informations sont en revanche connues, sinon qu'il fut ordonné prêtre et exerça la fonction de goði.

## Œuvre
Une seule œuvre d'Ari a été conservée : l'Íslendingabók, rédigé entre 1122 et 1133 est une brève chronique sur l'histoire de l'Islande de la colonisation au début du XIIe siècle.
Sont successivement évoqués l'introduction de la loi et la mise en place de l’Alþing, la division du pays en quartiers, la découverte et la colonisation du Groenland, la conversion du pays au christianisme (qui fait l'objet du plus long chapitre de l'ouvrage), les évêques étrangers, l'instauration d'une cinquième cour à l’Alþing, et les deux premiers évêques islandais, Ísleifr Gizurarson et son fils Gizurr.
Dans le prologue, Ari indique avoir montré la première version de l'Íslendingabók aux évêques Þolákr et Ketill (qui ont peut-être chargé Ari d'écrire le livre), ainsi qu'à Saemundr fróði, puis en avoir rédigé une seconde, complétée sur certains points, mais omettant les généalogies (« áttartölu ») et surtout les vies de rois (« konunga ævi »), dont la nature a donné lieu a de nombreux débats, s'agissant notamment de savoir s'il s'agissait de réels récits ou de simples chronologies.
Dans ses oeuvres, il fait le choix d'utiliser le vieux norrois plutôt que l'alphabet romain et participe à l'affirmation d'une identité islandaise.
Dans l'épilogue de sa rédaction du Landnámabók, Haukr Erlendsson mentionne l'existence d'une première version de cette œuvre, rédigée par Ari et Kolskeggr Asbjarnsson. Elle n'a pas été conservée.
Une courte vie de Snorri le goði (Ævi Snorra goða) est aussi attribuée à Ari.

## Valeur

### Valeur historique
Ari bénéficie d'une très grande reconnaissance au Moyen Âge, ce dont témoigne le surnom fróði que lui donnèrent ses compatriotes (« honneur qu'ils ne firent qu'à deux ou trois des leurs») et ce qu'illustrent les propos de Snorri Sturluson qui, dans le prologue de sa Heimskringla, décrit Ari comme un homme « remarquablement intelligent », doté d'« une profonde connaissance des événements des temps anciens tels qu'ils se déroulèrent aussi bien ici qu'à l'étranger » et encore « studieux et doué d'une bonne mémoire ». « Tous les auteurs islandais du Moyen Âge partageaient le respect de Snorri pour Ari en sa qualité de témoin exceptionnel de l'histoire islandaise», et il est fréquemment cité comme une source faisant autorité, que ce soit par les auteurs de sagas royales (outre Snorri, Oddr Snorrason et Gunnlaugr Leifsson l'ont invoqué dans leurs œuvres consacrées à Óláfr Tryggvason) ou de sagas d'Islandais.
De fait, le modernisme de la démarche d'Ari a souvent été souligné. Régis Boyer met ainsi à son actif « précisions documentaires, confrontation des sources et invocation de témoins sûrs, datation par rapport à des points de repère connus».
L’Íslendingabók constitue donc, avec le Landnámabók, une source de première importance pour les débuts de l'histoire de l'Islande, même si certaines limites ont été mises en évidence. L'objectivité d'Ari a ainsi été influencée par son intérêt pour le renforcement de l'Église, son insistance sur l'origine norvégienne des colons, son goût pour les informations présentant un intérêt particulier pour sa région, le Breiðafjörðr.

### Valeur littéraire
Première œuvre rédigée en langue vernaculaire, l'Íslendingabók, est souvent considérée comme l'ancêtre de la littérature islandaise, et notamment des sagas. Régis Boyer y trouve « déjà présentes toutes les qualités qui assureront le succès durable des sagas : rapidité, économie de moyens, pratique de la litote et donc resserrement», même si Peter Hallberg a souligné ce qui distinguait l'œuvre d'Ari des sagas : elle ne se concentre pas sur un individu et est dépourvue des scènes et des dialogues vivants caractéristiques du genre.
Plus spécifiquement, les vies de rois retirées de la seconde version de l'Íslendingabók peuvent être, au même titre que l'œuvre, totalement disparue, de Saemundr, tenues pour les « ancêtres directs des sagas royales », dont elles constituent la première génération.